# 크루너

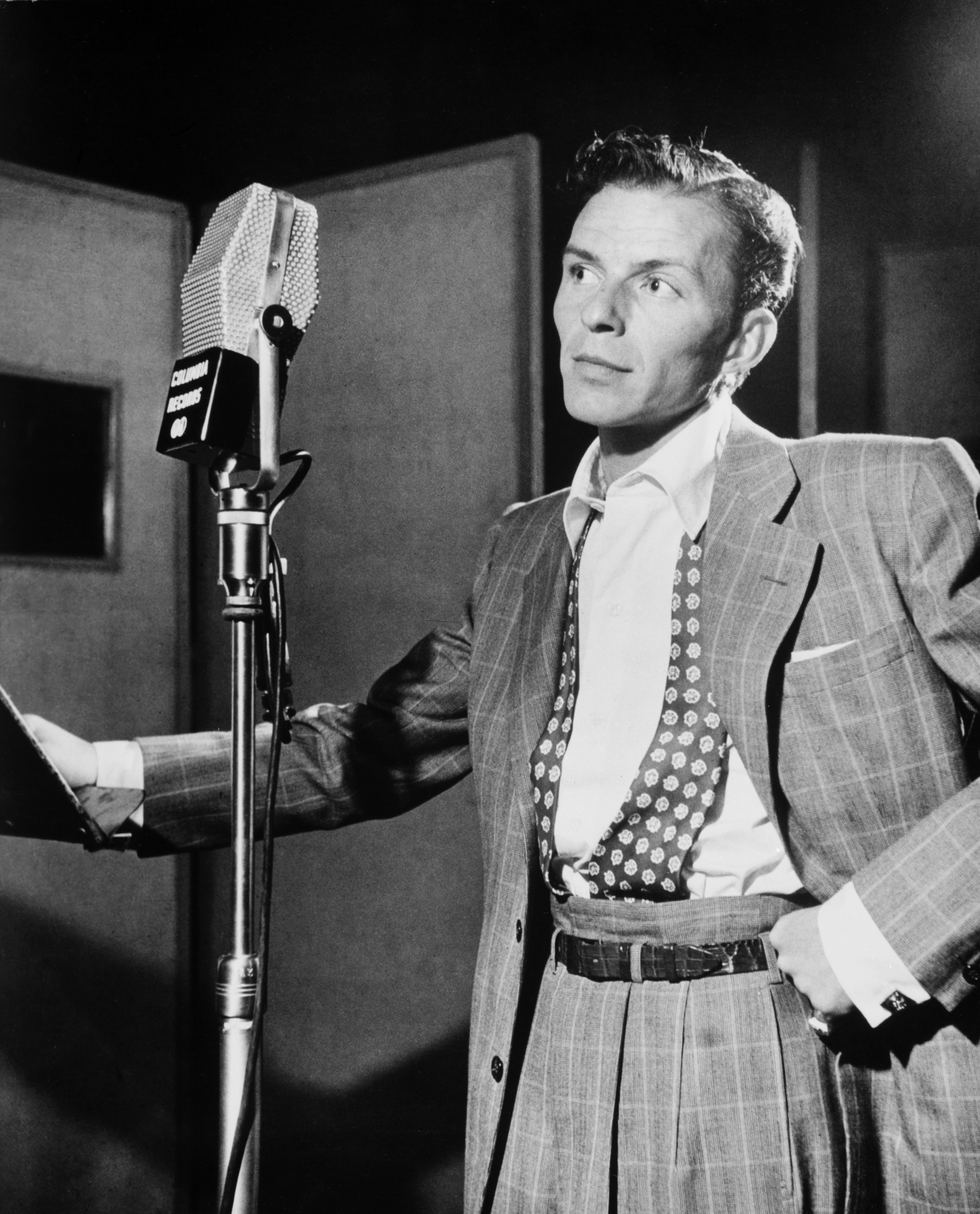
프랭크 시나트라, 1947년

크루너(영어: Crooner)는 작게 부르는 창법인 크룬(croon)으로 부르는 가수를 일컫는다. 옛 동사 to croon('부드럽게 말하거나 노래하다'를 의미)에서 기원한다.

## 같이 보기
- 크루너 목록